# Neukaledonische Badmintonmeisterschaft
Bei den Neukaledonischen Badmintonmeisterschaften werden die Titelträger von Neukaledonien in den fünf Einzeldisziplinen im Badminton ermittelt. Neukaledonien ist mit einem eigenen Verband, der New Caledonia Badminton Association, in der Badminton World Federation vertreten. Durch die politische Zugehörigkeit zu Frankreich hat Badminton in diesem Überseegebiet bereits eine längere Tradition. Die Titelkämpfe werden oft getrennt nach Einzeln und Doppeln ausgetragen, dafür nehmen aber von Nachwuchs bis Veteranen alle Altersklassen separat gewertet an einer Veranstaltung teil. Zusätzlich werden pro Altersklasse die Starter noch in unterschiedliche Leistungsklassen eingeteilt.

## Die Titelträger
| Saison    | Herreneinzel    | Dameneinzel     | Herrendoppel                  | Damendoppel                            | Mixed                           |
| --------- | --------------- | --------------- | ----------------------------- | -------------------------------------- | ------------------------------- |
| 2021      | Ronan Ho-Yagues | Dgeniva Matauli | Ronan Ho-Yagues Morgan Paitio | Dgeniva Matauli Laurène Ben Lahoussine | Ronan Ho-Yagues Dgeniva Matauli |
| 2022 2024 | keine Daten     | keine Daten     | keine Daten                   | keine Daten                            | keine Daten                     |